# ACF Gloria Bistrița
ACF Gloria Bistrița (celým názvem Asociația Club Fotbal Gloria 1922 Bistrița) je fotbalový klub rumunské první ligy, sídlící ve městě Bistrița. Byl založen roku 1922, hřištěm klubu je Stadion Gloria s kapacitou 8 100 diváků.
Jednou vyhrál rumunský fotbalový pohár (1993/94) a jednou rumunský ligový pohár.

## Úspěchy
- 1× vítěz Cupa României (1993/94)[1]
- 1× vítěz Cupa Ligii (2000)[2]